# Utbildningsbidrag
Ett utbildningsbidrag är ett bidrag för utbildning. Ibland har begreppet använts som synonym för studiebidrag.

## Utbildningsbidrag för doktorander
I Sverige har vissa doktorander fått utbildningsbidrag i stället för anställning och lön. Detta system är ifrågasatt, och avvecklat på bland annat Chalmers tekniska högskola.